# Donato Márquez Azuara
Donato Márquez Azuara (nacido el 22 de octubre de 1869, registrado el 21 de diciembre de 1886 y fallecido el 28 de octubre de 1959 en la ciudad de Papantla de Olarte, Veracruz) fue un docente mexicano egresado de la «Escuela Normal de Xalapa» y reconocido en el estado por su calidad como maestro. Cultivó y forjó ciudadanos respetables como el maestro Jorge de Castro Cancio, el periodista José de Jesús Núñez y Domínguez y el abogado Manuel Maples Arce entre otros.
Fue presidente municipal de Papantla de febrero de 1948 a septiembre de 1949.
Su pasión por las artes y sus dones naturales hacia la pintura y la poesía lo llevaron a crear más de 100 obras publicadas y exhibidas dentro y fuera de su ciudad natal. Sus óleos reflejan su fe católica inculcada desde niño, el cariño a su tierra, sus costumbres y a la raza totonaca; sus poemas ensalzan el amor a su adorada compañera, el respeto por la vida y la muerte y el orgullo de toda una existencia como luchador incansable y sólo quedan sus pergaminos como herencia para la historia de su querido pueblo.
Fue el primer y más destacado empresario de principios del siglo XX, introduciendo en la entonces villa de Papantla varias de innovaciones que abrieron camino a la modernidad. En 1911 instaló una compañía proveedora de electricidad, el primer estudio fotográfico, una fábrica de hielo y bebidas gaseosas, una manufacturera de mosaicos, una imprenta y posteriormente, en 1915, el único cine y teatro, dando así entrada al cinematógrafo. En este se presentó la compañía «Los Arlequines» con la tiple cómica Carmelita Rodríguez y el barítono Gerónimo Galian así como las de Belauzarán con sus obras La corte del Faraón y El país de los cantones.
Director y dueño del periódico El Tábano (Animal que pica a las bestias), de corte progresista. Su edición inicio en 1907 durante la revolución maderista donde se resaltó en sus columnas las críticas que hizo hacia el gobierno fustigándolo por su mala administración y auspició a los miembros del «Club Demócrata Papanteco» que apoyaban la candidatura del Sr. Rodolfo Curti, destacando la solvencia moral y política del mismo. Estos hechos lo llevaron al destierro por unos años en la ciudad de Tampico, pero su espíritu incansable lo llevó a seguir escribiendo en periódicos como El Norte, La Opinión, El Diario y El Excélsior bajo el seudónimo de «Pantaleón García H».

## Antecedentes
El árbol familiar en Papantla hasta donde se tiene conocimiento data del siglo XVII y se inicia con el acaudalado hidalgo español Don Plácido Pérez, el cual era propietario de donde hoy se encuentra la familia de Rómulo Pardo. Inmensamente rico, celebraba cada año la entrada de Cortes a México para tomar la gran Tenochtitlán saliendo montado en una mula con dos esclavos que llevaban una mano puesta en el anca de la bestia en señal de honor y en la otra sostenían una bandeja de plata con monedas, las cuales repartía entre toda la gente congregada.
Don Plácido Pérez se casó con Doña Catalina. Tuvieron varios hijos, pero solo se tiene conocimiento de tres de ellos: Plácido Pérez (primer sacerdote de Papantla), María de Jesús Pérez y Paula Pérez, casada con Don José Suárez.
Del matrimonio de Paula Pérez y José Suárez nace Andrea Suárez Pérez que contrae nupcias con Gerónimo Sarmiento (Vasco), teniente de las Milicias del Rey. De esta unión nace María de la O Sarmiento la cual se casa con Esteban Márquez (Catalán), Capitán de Fragata y procrean a Juan, el cual muere muy joven, Felipa, Cecilia, Trifonia y Esteban Márquez Sarmiento.

## Biografía

### Primeros años
Donato Márquez Azuara nació en la villa de Papantla de Santa María de la Asunción, hoy ciudad de Papantla de Olarte, Veracruz, México; el 22 de octubre de 1869. Su padre, Esteban Márquez Sarmiento se casó con Ceferina Azuara y de esta unión nacieron 2 hijos, el primogénito falleció siendo niño y el segundo de nombre Donato se quedó como único heredero de la familia Márquez Azuara. A los seis meses de nacido quedó huérfano de madre y bajo la tutela de su tía Cecilia Márquez Sarmiento.
Entre los años 1880 y 1882 estudió la instrucción primaria elemental para niños en Papantla y cuyo director era el profesor Luis G. Blea, de origen jalapeño.
Mediante las gestiones de Don Victoriano A. Flores, director de la escuela Cantonal para Varones «Melchor O. Campo», obtuvo una beca de veinticinco pesos mensuales para cursar estudios en la Escuela Normal en Jalapa, Veracruz, de 1888 a 1891.

### Docencia
Se graduó como maestro bajo la dirección de Don Enrique C. Rebsamen, ilustre educador de origen suizo y precursor de las reformas educativas que contribuyeron al sistema educativo en México.
Entre los maestros que tuvo citamos los siguientes: Don Emilio Fuentes Betancourt, maestro de Literatura; Don Hugo Toff, maestro de Ciencias Naturales; Don Manuel Betancourt, maestro de Historia y Civismo; Don Luis Pérez Milicua, maestro de Geografía; Don Horacio Catucci, maestro de Dibujo y Don Rafael Montiel, maestro de Música.
En la foto de Graduación de su Generación se destaca la presencia del licenciado Justo Sierra Méndez (primera fila de abajo hacia arriba y la quinta persona de izquierda a derecha) quien durante el Porfiriato fuera Secretario de Instrucción de Educación Pública y Bellas Artes en México, así como también Fundador de la Universidad Nacional de México (hoy, Universidad Nacional Autónoma de México).
También se destacan grandes educadores de la educación normal en México: Enrique C. Rébsamen (primera fila, sexta persona) y Miguel F. Martínez (primera fila, tercera persona de izquierda a derecha).
El profesor Donato Márquez Azuara aparece en esta foto en la segunda fila y es la novena persona de izquierda a derecha.

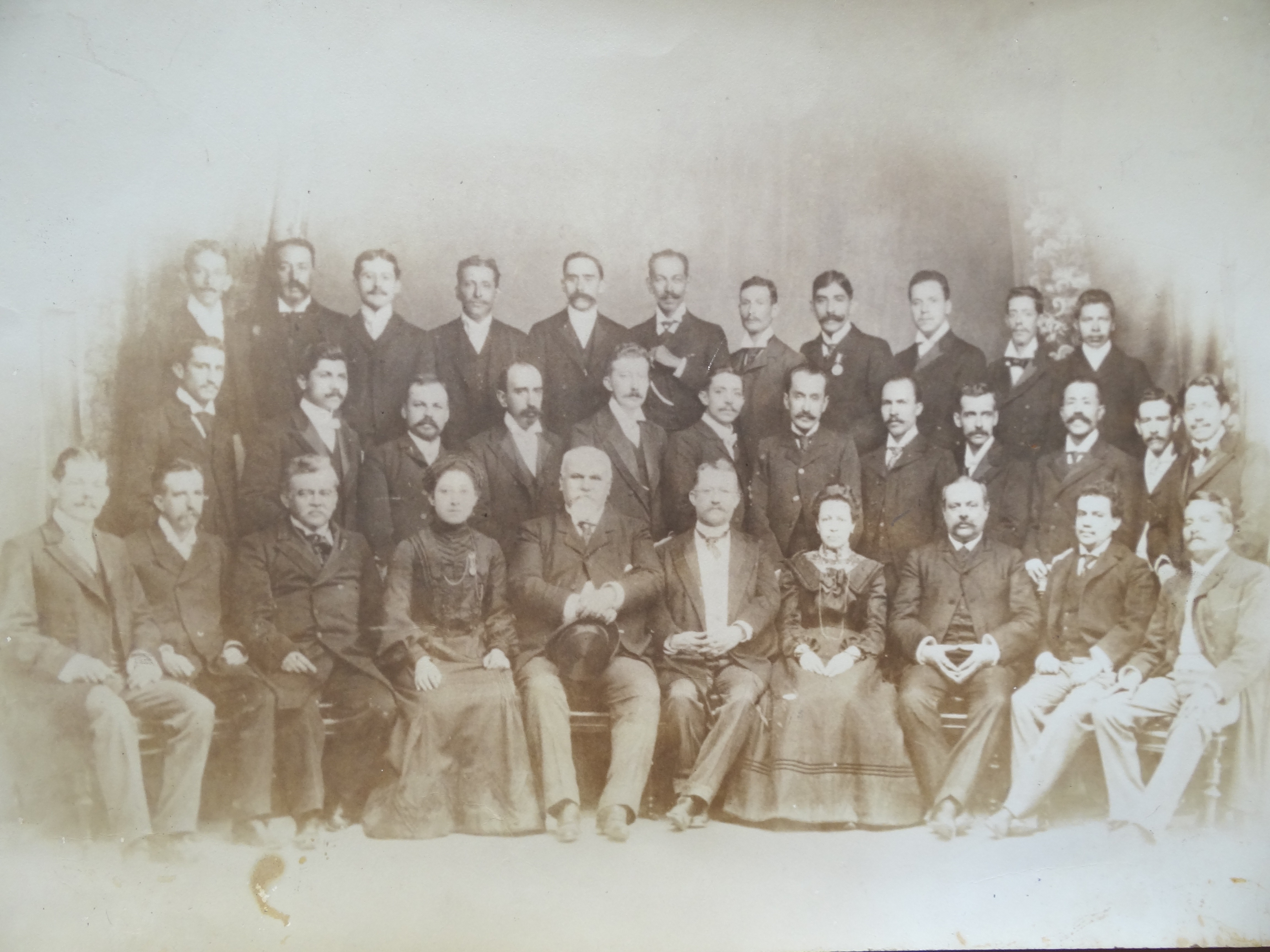
Foto de Generación con el Lic. Justo Sierra Méndez y el Prof. Enrique Conrado Rébsame Egloff

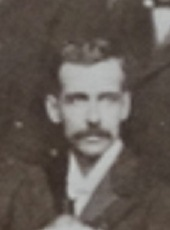
Donato Márquez Azuara

Inició su trabajo como maestro en la ciudad de Orizaba, Veracruz y a los seis meses le dieron la dirección de la Cantonal para varones de Papantla, Veracruz.
Durante sus 25 años de docencia logró formar ciudadanos dignos y respetables, algunos de los cuales llegaron a convertirse en profesionales que lograron traspasar las fronteras de México, como fue el caso del maestro Jorge de Castro Cancio, el abogado Manuel Maples Arce y los periodistas José de Jesús Núñez y Domínguez y Roberto Núñez y Domínguez. 

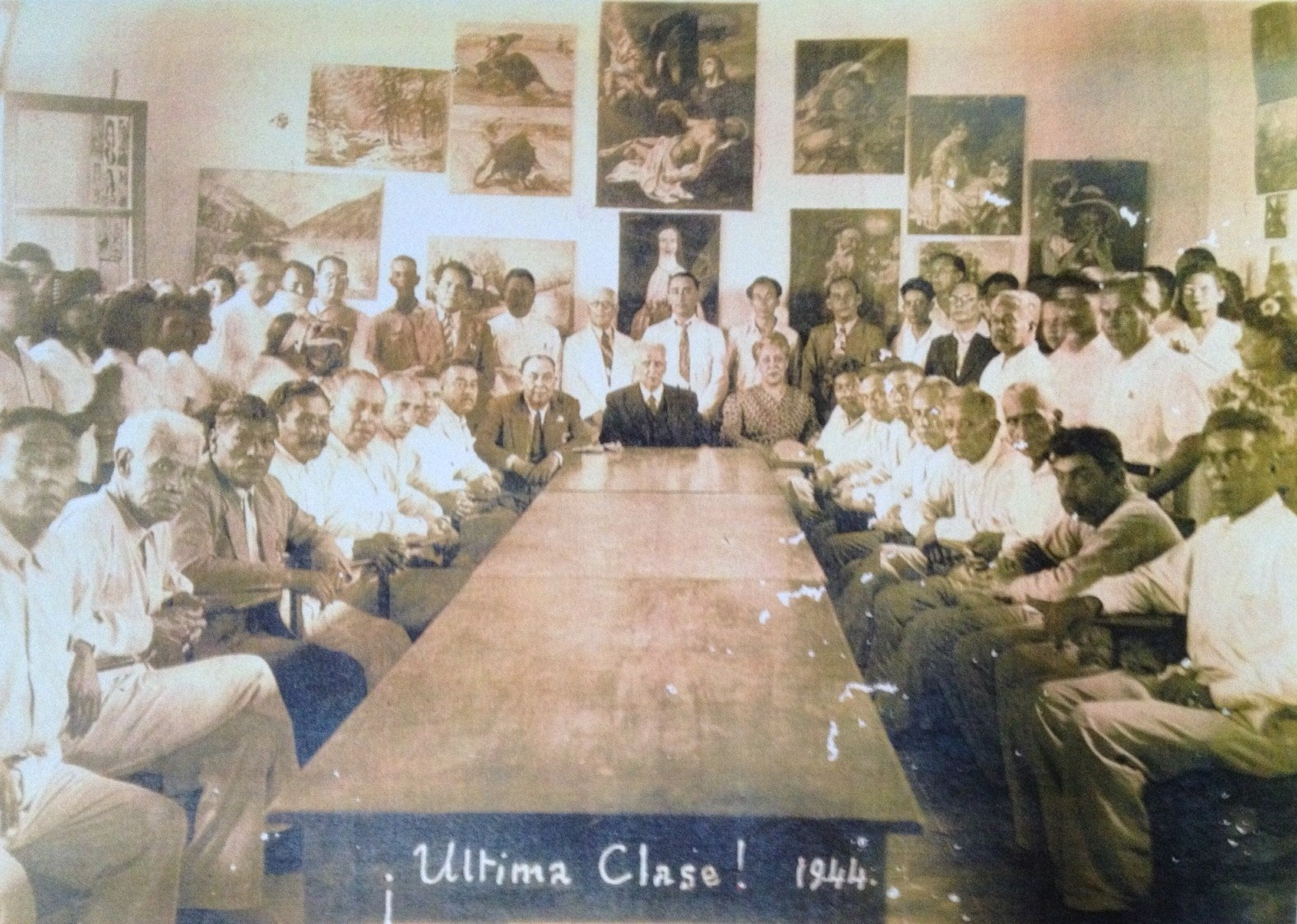
Prof. Donato Márquez con sus exalumnos y personalidades de Papantla

En esta foto se puede apreciar al Prof. Donato Márquez sentado en la cabecera acompañado de sus exalumnos y personalidades de la ciudad de Papantla, Veracruz como son: El Sr. Carlos Vidal García (Presidente Municipal), Lic. Agapito Pérez Fontecilla, Don Raúl del Cueto Decuir, Dr. José Buil Belenguer, Dr. Ricardo Olivo Lara, Don José de Jesús Núñez y Domínguez, Don Bartolomé Tognola Zardoni, Don José Salas Gil, Don Pedro Viadana Escamilla, Doña Altagracia Córdoba de Núñez y Domínguez, entre otros.
Atrás y a la izquierda del Prof. Márquez se observan adornando las paredes varias de sus pinturas.

### Matrimonio
El 30 de noviembre de 1895 contrajo nupcias con Doña María Naveda Silvera, la ceremonia se llevó a cabo en la residencia de Josefa Silvera Morales, siendo juez Don Manuel M. Calderón, y como testigos los señores Enrique Consejo, Lorenzo Zorrilla. Francisco Silvera, Josefa Naveda Vda. de Lascano y Don M. M. Flandes.
El Maestro Donato Márquez Azuara y Doña María Naveda procrearon siete hijos: Donato 1º (que muere de niño), Eugenio Lucas, Consuelo, Héctor, Esperanza (que muere de niña), Esteban, y Donato 2º Márquez Naveda.

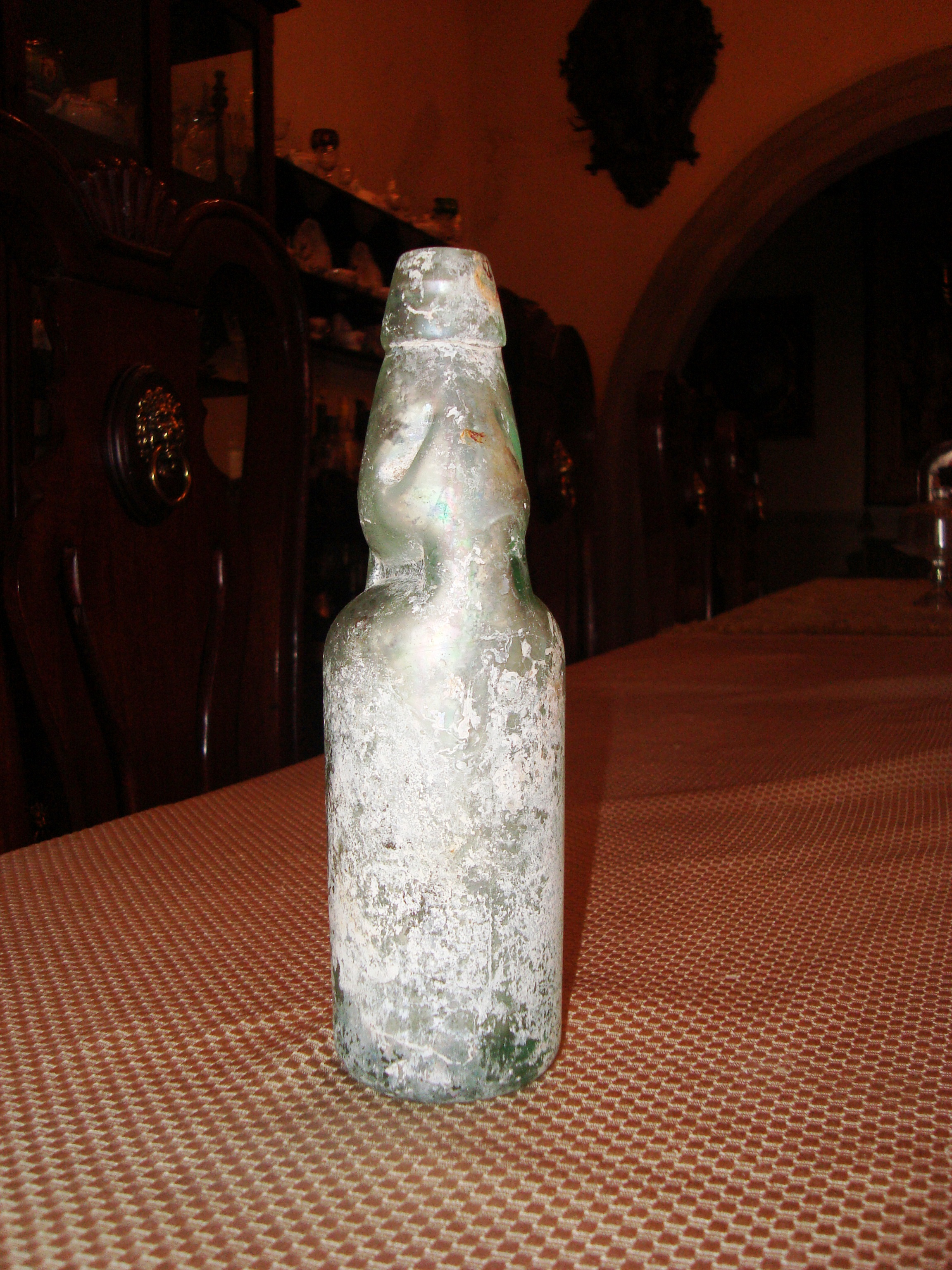
Primera botella hecha de forma artesanal

### Empresas
Al jubilarse se dedicó a dirigir sus múltiples empresas y convirtió su casa en una escuela técnica de artes y oficios así como una fuente de trabajo. Construyó el único cine y teatro que había en la entonces Villa de Papantla, una fábrica de hielo que producía una tonelada diaria (ubicada junto al cine Márquez), una pequeña fábrica de refrescos (llamados sodas), un estudio fotográfico, un generador de luz para dar servicio a una parte de la población, una fábrica de mosaicos y una imprenta donde se imprimía su periódico el «Tábano»  y cuyo eslogan era: «Animal que pica a las bestias». En sus ediciones criticó severamente al gobierno, lo que le valió una persecución y destierro a la ciudad de Tampico, Tamaulipas, en compañía de sus colaboradores Rodolfo Curti y Maclovio Guerrero que al igual que él cometieron el delito de expresar sus ideas liberales.
En la foto se muestra la primera botella en la que se envasaban las sodas, hecha de manera artesanal. En la parte superior tenía una canica de vidrio que servía de tapón y era subida por la fuerza del gas, con el cuello impidiendo que se fuese al fondo.
Muchos de los aparatos para sus fábricas se trajeron por barco a Veracruz y después a Tecolutla subiéndolos por el río hasta San Pablo, pequeño poblado ribereño y de allí a lomo de mula hasta Papantla.
Sus hijos Eugenio, Héctor y Donato administraron la fábrica de hielo movida por dos motores: uno marino a diésel y el otro por gas natural que se obtenía de la combustión de carbón vegetal. Mediante una obra de ingeniería sobresaliente para esos tiempos debido a la topografía que se tiene en la ciudad de Papantla, entubaron el agua procedente de un manantial ubicado en terrenos del fundo legal a las afueras de la ciudad, llamado «La Pahuita». La tubería llegaba hasta la fábrica y el agua caía por gravedad. Esta misma tubería surtía de agua a todas aquellas viviendas por donde pasaba.
Las esencias para la fábrica de refrescos eran importadas de Alemania o Estados Unidos.

### Política
Fue presidente del H. Consejo Municipal de Papantla del 6 de febrero de 1948 al 8 de septiembre de 1949 nombramiento que recibe de mano del Lic. Melgarejo.
Durante este periodo, donde estaba una cancha de tenis construye una escuela para niñas hoy conocida con el nombre de: María Gutiérrez. 
A la llegada del general Gabriel Gavira Castro a la ciudad de Papantla con el objetivo de expulsar al cura por sus malos manejos se encontró con que éste había huido con los federales dejando la parroquia abandonada; por lo tanto se creó una comisión integrada por el Prof. Donato Márquez, Rodolfo Curti, el Dr. Agustín de la Fuente y Maclovio Guerrero con la finalidad de concentrar y vender todos los objetos de valor empleados en el culto. El dinero que se recabó fue empleado en la construcción de un mercado donde estaba el parque Juárez así como también la construcción de las primeras casetas con la colaboración del Ingeniero Alberto Campos Reyes quien hizo la maqueta y trazó el plano para dicho mercado.
En una reunión con el pueblo indígena totonaco, el Prof. Donato Márquez y el general Gavira hicieron uso de la palabra para darles a conocer las ventajas que obtendrían con el triunfo de la revolución y los ideales de la misma.
Dentro de su administración también se hizo la compra de un camión para tirar y recolectar basura al que le pusieron el nombre de «El Ventarrón». Con su regidor de educación siempre sostuvo que la escuela por humilde que sea es la salvación de los hombres, porque el hombre que sabe la responsabilidad que tiene para sí y para el prójimo nunca hace daño a nadie y los que cometen errores, lesionan la moral y violan las leyes son los ignorantes.
El 14 de septiembre de 1949 en plena actividad con sus regidores irrumpió un grupo de vainilleros y políticos amagando al Prof. Donato Márquez Azuara con una pistola e indicándole que entregara la oficina a lo que respondió: «Señores, yo vine aquí por que el pueblo convertido en Gobierno me trajo aquí, ahora ese mismo pueblo y Gobierno me viene a quitar.» Enseguida dijo a sus regidores: «Tómenme de los brazos, tráiganme mis muletas y vámonos de aquí.»
A los pocos días llegó el que se le conoció como el negro Rodal Jiménez para que se hiciera cargo de la presidencia del Consejo de la Administración Civil.

### Últimos años
En la Ciudad de México, en el Hospital Español el 7 de febrero de 1947 aquella que fuera por 52 años la compañera de su vida, madre de sus hijos y musa e inspiración de varios de sus poemas, se reúne con el creador dejando un vacío en su vida. 
Entre las cartas de condolencia que recibió el Prof. Márquez, hay una que sobresalió no solo por la importancia del remitente sino por el afecto que se le tenía como amigo de la familia. El heraldo de dicha misiva fue el Presidente de México en ese tiempo: Manuel Ávila Camacho.
Transcurrió los siguientes años entregado al pincel y a las letras como único desfogue para aquel espíritu de fuerzas incontenibles; enfermo, casi inválido en su silla de ruedas.
Por ese tiempo recibió la visita del Sr. Abel S. Rodríguez, gran amigo y ex-condiscípulo quien fuera Gobernador de Veracruz, Chihuahua y Senador de la República Mexicana quien le extendió una invitación por parte del Gobierno del Estado para asistir a una velada literaria - musical en memoria del insigne educador Enrique C. Rébsamen, pero no le fue posible asistir debido a su enfermedad: Parálisis Parcial.
El 28 de octubre de 1959 se reunió con su amada esposa y ante el Señor para rendir cuentas y el 29 de octubre de 1959 pagó tributo a la madre tierra.

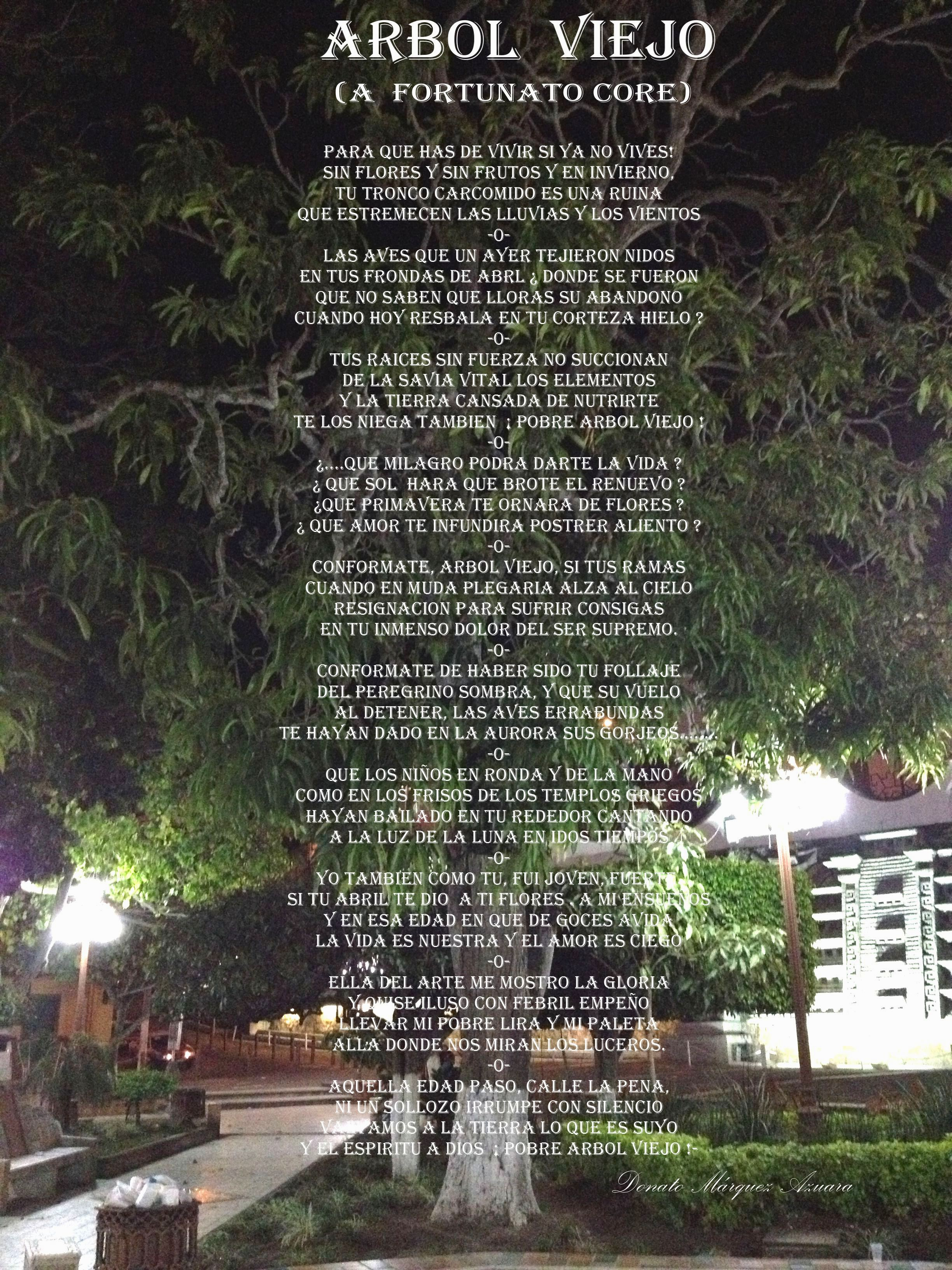
Árbol Viejo

Prof. Donato Márquez Azuara en su estudio

## Publicaciones y Obras Poéticas
Sus ratos de ocio los dedicó a sus dos grandes placeres: la pintura y la escritura; pasando horas en su estudio, que fue su morada.
Dentro de sus poemas más conocidos tenemos el de «Árbol viejo (A Fortunato Core)», «Quisiera», «Cristiana», «Ayer y Hoy», «Ya se me fue», «No me inquieta», «Grito al sol», entre otros. Todas ellas publicadas en los periódicos de más alta circulación del estado.
Dentro de sus escritos y publicaciones se encuentran: «La vida ejemplar de María Gutiérrez», «La Pintura en Papantla», «El Mercado Vélez»
La mayor parte de sus poemas y escritos los hizo utilizando su propio nombre; no obstante, también escribió para periódicos como El Diario, Norte, La Opinión y El Excelsior bajo el seudónimo de Pantaleón García H.

## Pinturas
Donato Márquez Azuara fue un hombre de una exquisita sensibilidad artística que se manifiesto desde niño cuando asistía a la iglesia en donde se pasaba horas admirando y reproduciendo dos pinturas al óleo de un pintor italiano de apellido Calpini]; una representaba la resurrección de Jesús y el otro la Asunción de María.
Su amor hacia la raza totonaca y a su pueblo lo llevaron a pintar obras como: «La Indita», «Idilio Totonaca», «El vainillal», «El Negrito», «Guagua», «Inditas en su casa»; en sus cuadros, «India totonaca de cien años» y «Anciano de ciento siete año» demostró además su admiración por la belleza en la ancianidad.,
Entre los lienzos que donó a instituciones y personajes dentro y fuera de Papantla figuran: un retrato del «Cura Hidalgo» al Ayuntamiento Papanteco del cual actualmente no se tiene conocimiento de su paradero, «Jesús Médico» a la Asociación Médica de Papantla, «Virgen de Guadalupe» al Colegio Guadalupe, «Retrato de Señoríta» retrato hecho a su propietaria la Sra. Concepción Ruiz de Garelli de Gutiérrez Zamora, «Escudo» al Sr. Andrés Curti Díaz, «Niño con leones» a la Sra. Luz Ma. Santes Bautista y «Catedral de Papantla» al Dr. Abelardo Gutiérrez Collado.
En 1937 le obsequió al Sr. Rafael César Vergara Gallardo un cuadro donde aparece un búho sobre unos libros y se puede leer una inscripción que dice: «Para Rafa Vergara, Estudia, Yo velo». Donato Márquez 1937. Este regalo fue llevado por Don Rafael a cada lugar donde trabajó y ahora, después de varios años se encuentra colgado en el despacho de su casa.
A principios de siglo, el Prof. Donato Márquez y sus condiscípulos se reunieron con el maestro Rébsamen en el restaurante Chapultepec de la Ciudad de México donde le entregó, entre lágrimas en los ojos de los ahí presentes, un retrato que le hizo. El Lic. Justo Sierra, quien acompañó al venerable maestro Rébsamen, contempló el cuadro y tuvo a bien esta exclamación de aliento y profunda satisfacción: «Muy bien maestro, muy bien, estas emociones son buenas porque matan».
Dentro de los cuadros del Prof. Márquez que se encuentran en posesión de la familia y que han sido prestados para su exhibición dentro y fuera de Papantla son: «Niña con pandero», «Amor materno», «Dando limosna», «La Primavera», «Cupido, idilio en la barca», «Columpio de amor», «Monaguillo», «Maldita Guerra», «Danzarina Mitológica», «Naturaleza muerta», «Orando en el camino» y «Danza de los Guaguas». 
|                       |
| Danza de los negritos |

|                    |
| Inditas en su casa |

|              |
| El Vainillal |

|           |
| La Indita |

|                  |
| Niña con pandero |

|                  |
| Dando la limosna |

|                     |
| Orando en el camino |

|                |
| Maldita Guerra |

|                      |
| Danza de los guaguas |

## Homenajes

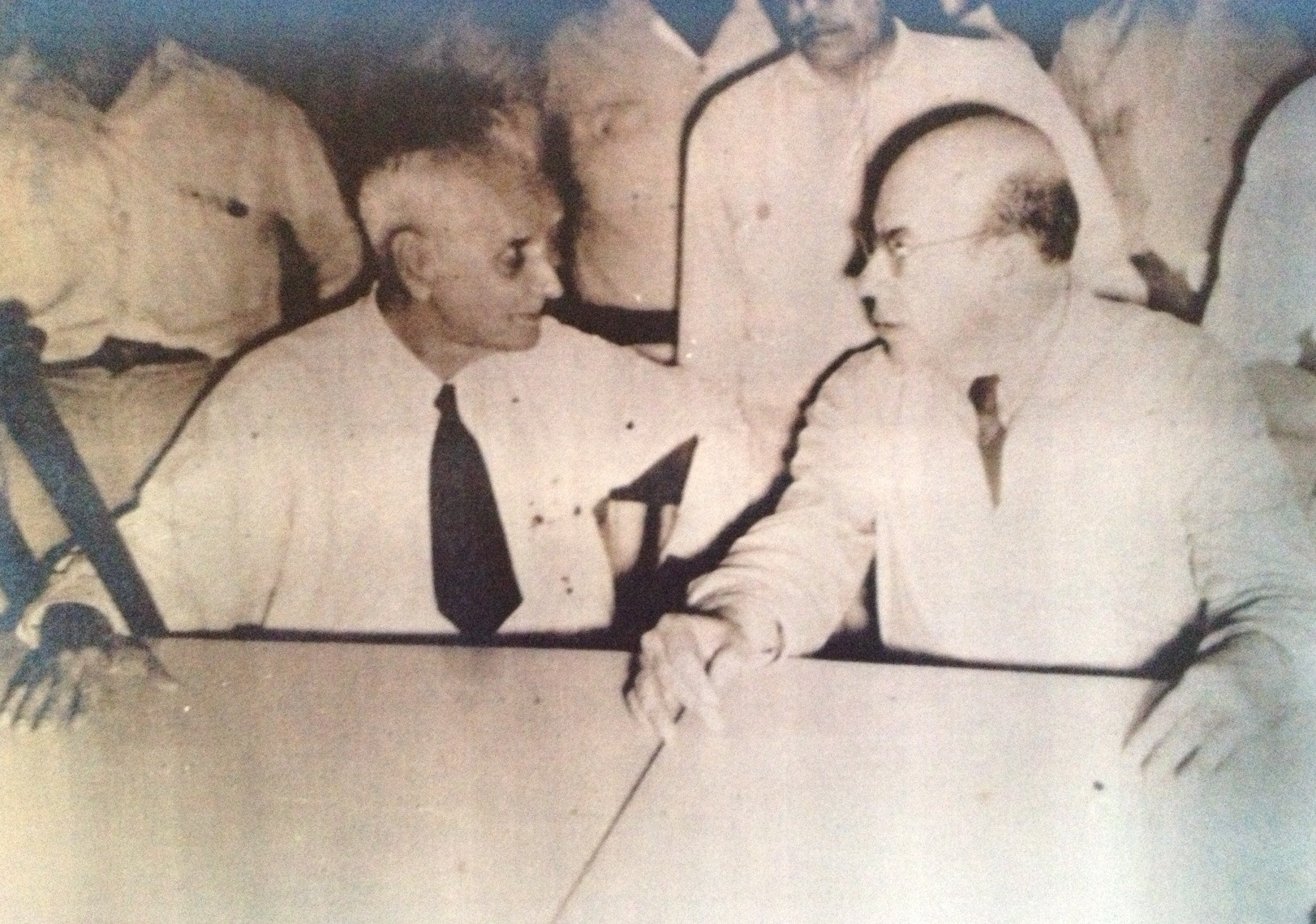
Prof. Donato Márquez con el Gob. de Veracruz Lic. Ángel Carvajal Bernal

El 11 de junio de 1944, a la edad de 75 años fue objeto de un homenaje por parte del pueblo papanteco, siendo presidente Carlos Vidal García nombrándosele hijo predilecto de Papantla. En la ceremonia que se desarrolló en el Cine y Teatro Márquez, Fernando López Arias, en ese entonces procurador general de la República, habló a nombre de la comuna para exaltar las virtudes del homenajeado. De la Ciudad de México, vinieron Benito Coquet, Carlos Pellicer y José de Jesús Núñez y Domínguez. Este último le dedicó unas palabras a su maestro dentro del periódico Excelsior en su columna «Palabras al viento» con el título: «En la Tierra de la Vainilla».
Con posterioridad a dicho evento se llevó a cabo de manera oficial el cambio de nombre de la escuela «Cantonal Melchor Ocampo» por el de ahora, «Donato Márquez Azuara».
El periodista Roberto Núñez y Domínguez rinde tributo a su maestro en varias publicación donde ensalza sus atributos como pintor, escritor, poeta y educador; así como también hace un reconocimiento a sus grandes cualidades como ser humano.

### Póstumos
El 17 de junio de 1960, en la tradicional feria de Corpus Cristi se llevó a cabo en el Teatro-Cine Tepeyac un homenaje a los papantecos distinguidos como un programa especial, dentro de los cuales se encuentra el maestro Donato Márquez.
El 15 de julio de 1973, dentro del marco de la XII Feria Ganadera, Agrícola, Industrial, Cultural y Deportiva de Gutiérrez Zamora, Veracruz se le rindió un homenaje al extinto Prof. Márquez y se exhibieron sus obras de arte: «Idilio Totonaca», «Anciano de ciento siete años», «Retrato de Señorita», «Naturaleza muerta», «Danzarina mitológica».